# Cixius evexa
Cixius evexa är en insektsart som beskrevs av Kramer 1981. Cixius evexa ingår i släktet Cixius och familjen kilstritar. Inga underarter finns listade i Catalogue of Life.